# ميجلار (مقاطعة كلاردشت)
ميجلار (بالفارسية: میجلار) هي قرية تقع في Kuhestan Rural District في إيران. يقدر عدد سكانها بـ 69 نسمة بحسب إحصاء 2016.